# Eliá (periodiskt vattendrag)
Eliá är ett periodiskt vattendrag i Cypern.   Det ligger i distriktet Eparchía Lefkosías, i den centrala delen av landet, 40 km väster om huvudstaden Nicosia. Eliá ligger på ön Cypern.
Klimatet i området är tempererat. Årsmedeltemperaturen i trakten är 22 °C. Den varmaste månaden är augusti, då medeltemperaturen är 34 °C, och den kallaste är januari, med 11 °C. Genomsnittlig årsnederbörd är 553 millimeter. Den regnigaste månaden är december, med i genomsnitt 107 mm nederbörd, och den torraste är augusti, med 1 mm nederbörd.